# Ехо (Юта)
Ехо (англ. Echo) — переписна місцевість (CDP) в США, в окрузі Самміт штату Юта. Населення — 60 осіб (2020).

## Географія
Ехо розташоване за координатами 40°58′49″ пн. ш. 111°26′21″ зх. д. / 40.98028° пн. ш. 111.43917° зх. д. (40.980258, -111.439244).  За даними Бюро перепису населення США в 2010 році переписна місцевість мала площу 2,12 км², уся площа — суходіл.

## Демографія
Згідно з переписом 2010 року, у переписній місцевості мешкало 56 осіб у 22 домогосподарствах у складі 18 родин. Густота населення становила 26 осіб/км².  Було 31 помешкання (15/км²).
Расовий склад населення:
| - 96,4 % — білих - 3,6 % — корінних американців |

До двох чи більше рас належало 0,0 %. Частка іспаномовних становила 19,6 % від усіх жителів.
За віковим діапазоном населення розподілялося таким чином: 16,1 % — особи молодші 18 років, 78,5 % — особи у віці 18—64 років, 5,4 % — особи у віці 65 років та старші. Медіана віку мешканця становила 39,0 року. На 100 осіб жіночої статі у переписній місцевості припадало 133,3 чоловіків;  на 100 жінок у віці від 18 років та старших — 147,4 чоловіків також старших 18 років.
Середній дохід на одне домашнє господарство  становив 44 380 доларів США (медіана — 42 344), а середній дохід на одну сім'ю — 54 556 доларів (медіана — 48 438). 
Цивільне працевлаштоване населення становило 66 осіб. Основні галузі зайнятості: мистецтво, розваги та відпочинок — 39,4 %, роздрібна торгівля — 19,7 %, транспорт — 18,2 %.